# Сан Силвестро (Терни)
Сан Силвестро је насеље у Италији у округу Терни, региону Умбрија.
Према процени из 2011. у насељу је живело 19 становника. Насеље се налази на надморској висини од 332 м.